# Elkton (Virginie)
Pour les articles homonymes, voir Elkton.
Elkton est une municipalité américaine située dans le comté de Rockingham en Virginie.
Lors du recensement de 2010, Elkton compte 2 726 habitants. La municipalité s'étend alors sur une superficie de 3,10 milles carrés (8,03 km2) dont 0,06 mille carré (0,16 km2) d'étendues d'eau.
Elkton est arrosée par l'Elk Run, un ruisseau qui s'écoule des montagnes Blue Ridge à la Shenandoah. Elle devient une municipalité en 1908.